# Folioceros amboinensis
Folioceros amboinensis là một loài rêu trong họ Anthocerotaceae. Loài này được Schiffner Piippo mô tả khoa học đầu tiên năm 1993.